# Bauhinia bidentata
Bauhinia bidentata är en ärtväxtart som beskrevs av William Jack. Bauhinia bidentata ingår i släktet Bauhinia och familjen ärtväxter.

## Underarter
Arten delas in i följande underarter:
- B. b. bicornuta
- B. b. bidentata
- B. b. breviflora
- B. b. cornifolia
- B. b. fraseri
- B. b. gracilipes
- B. b. monticola